# وفاء (اسم)
وفاء هو اسم علم شخصي مؤنث ومذكر من أصل عربي، معناه الإخلاص، هذا الاسم شائع أكثر للإناث في العالم العربي والمناطق الناطقة باللغة الفارسية.

## الشخصيات
- وفاء عامر ممثلة مصرية
- وفاء عبد الرزاق شاعرة عراقية
- وفاء الموصللي ممثلة سورية
- وفاء سالم ممثلة سورية
- وفاء شريف لاعبة كرة يد تونسية
- وفاء الكيلاني مقدمة برامج مصرية
- وفاء سلطان ناشطة حقوقية سورية أمريكية
- وفاء إدريس فدائية فلسطينية
- وفاء الحكيم ممثلة مصرية
- وفاء سليمان سياسية لبنانية